# Marc Antoine Calmon

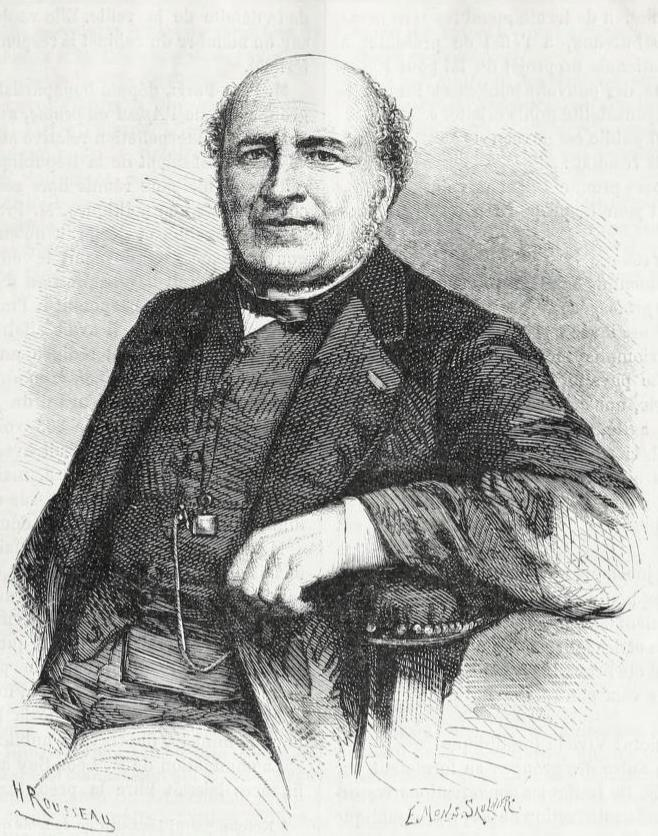
Marc Antoine Calmon.

Marc Antoine Calmon, född den 3 mars 1815 i Tamniès i departementet Dordogne, död den 12 oktober 1890 i Paris, var en fransk politiker och nationalekonomisk skriftställare. Han var son till Jean-Louis Calmon.
Calmon utnämndes efter det fransk-tyska krigets slut av sin vän Thiers till understatssekreterare i inrikesministeriet och något senare till Seineprefekt, men avgick vid Thiers fall 1873. 
Samma år invaldes han i nationalförsamlingen, där han anslöt sig till vänstra centern, och 1875 valdes han till senator på livstid. Calmon var författare till åtskilliga arbeten i finansvetenskap, bland annat Les impôts avant 1789 (1865), Histoire parlementaire des finances de la restauration (2 band, 1868–70) och Histoire parlementaire des finances de la monarchie de juillet (3 band, 1895–1896, ett 4:e band 1899 utgivet av Calmon-Maison), samt utgav Thiers parlamentstal (i 15 band, 1879–83) med inledning. Han var från 1872 ledamot av franska institutet. 